# 奥拉明德
奥拉明德（德語：Orlamünde，發音：[ɔʁlaˈmʏndə] ⓘ）是德国图林根州萨勒-霍尔茨兰县的城市，面积7.47平方千米，2023年12月31日人口为1,063人。